# Willi Tessmann
Willi Bernhard Karl Tessmann (ur. 15 stycznia 1908, zm. 29 stycznia 1948 w Hameln) – zbrodniarz nazistowski, SS-Sturmscharführer, komendant niemieckiego obozu/więzienia Fuhlsbüttel.
Od maja 1943 do 11 kwietnia 1945 sprawował stanowisko komendanta obozu/więzienia Fuhlsbüttel. Od 25 października 1944 był to podobóz KL Neuengamme. Tessmann był odpowiedzialny za egzekucję trzech więźniów przez powieszenie oraz rozstrzelanie jedenastu jeńców radzieckich i pięciu więźniarek narodowości rosyjskiej. Skierował także 71 więźniów do obozu głównego Neuengamme celem ich zgładzenia. Wreszcie przed rozpoczęciem ewakuacji Fuhlsbüttel wydał rozkaz mordowania więźniów, którzy nie nadążali za kolumnami marszowymi.
Alianci aresztowali go 29 lipca 1945. 24 września 1947 Tessmann został skazany w procesie załogi Fuhlsbüttel przez brytyjski Trybunał Wojskowy w Hamburgu na karę śmierci przez powieszenie. Uznano go za winnego dwóch zarzutów: udziału w mordowaniu i maltretowaniu więźniów w obozie w okresie od maja 1943 do kwietnia 1945 oraz mordowania i maltretowania więźniów w trakcie ewakuacji obozu w kwietniu 1945. Wyrok wykonano w więzieniu Hameln 29 stycznia 1948.